# Grand Prix de Fourmies 1996
Il Grand Prix de Fourmies 1996, sessantaquattresima edizione della corsa e valida come evento del circuito UCI categoria 1.1, si svolse il 15 settembre 1996, per un percorso totale di 210 km. Fu vinto dall'italiano Michele Bartoli che giunse al traguardo con il tempo di 4h42'00" alla media di 44,681 km/h.
Partenza con 182 ciclisti, dei quali 36 portarono a termine il percorso.

## Ordine d'arrivo (Top 10)
| Pos. | Corridore           | Squadra       | Tempo    |
| ---- | ------------------- | ------------- | -------- |
| 1    | Michele Bartoli     | MG Maglificio | 4h42'00" |
| 2    | Frank Vandenbroucke | Mapei         | s.t.     |
| 3    | Claudio Chiappucci  | Carrera       | s.t.     |
| 4    | Andrej Čmil         | Lotto         | s.t.     |
| 5    | Claudio Camin       | Brescialat    | a 1'53"  |
| 6    | Franco Ballerini    | Mapei         | s.t.     |
| 7    | Massimo Podenzana   | Carrera       | s.t.     |
| 8    | Nicolas Jalabert    | Mutuelle      | a 4'14"  |
| 9    | Johan Capiot        | Collstrop     | s.t.     |
| 10   | Stefano Checchin    | Carrera       | s.t.     |